# Lacorzana
Lacorzana est un village ou commune faisant partie de la municipalité d'Armiñón dans la province d'Alava dans la Communauté autonome basque.
Le code de l'organisme singulier de population est de 3 et le code municipal est 006 .
Il y avait en 2007, 5 habitants